# 威爾斯 (緬因州)
威爾斯（英語：Wales）是一個位於美國緬因州安德羅斯科金縣的市鎮。

## 人口
根據2020年美國人口普查的數據，威爾斯的面積為43.59平方千米，當中陸地面積為41.31平方千米，而水域面積為2.28平方千米。當地共有人口1608人，而人口密度為每平方千米37人。